# フランス書院
株式会社フランス書院（フランスしょいん、英: FRANCE SHOIN Inc.）は、日本の出版社。官能小説を得意としている。女性向け書籍の事業ブランドとしてプランタン出版がある。
自己啓発本、教養本を得意としている出版社、三笠書房の完全子会社である。
現在では年に2回、「フランス書院文庫官能大賞」を開催し、新人の原稿を募集している（後述）。

## 概要
設立当初は『フランス書院ノベルズ』という新書判レーベルから翻訳小説を中心に出版していた。ハリエット・デイムラー著『ダーリン』（山下諭一訳）やトー・クン著『義母』（泉真也訳）など、海外の著名なポルノ小説を四六判のハードカバーで刊行し（「主な翻訳小説」参照）、1982年から『フランス書院オリジナル』で日本人作家の書き下ろし官能小説を出すようになる。
現在は1985年4月に創刊した、日本人作家による書き下ろし官能小説レーベル『フランス書院文庫』がメインレーベルとなっており、翻訳小説はほとんど発売されていない。
1987年から刊行されていた『フランス書院コミック文庫』を母体に、1991年からは成年向け漫画雑誌『COMICパピポ』と『フランス書院Xコミックス』レーベルも刊行していたが、2007年（平成19年）末を最後に休刊となった。そのため現在、同社から発売されている雑誌はなく、成年向け漫画の刊行もほとんど行われていない。
1993年には『フランス書院Xコミックス』から派生する形で、ジュブナイルポルノレーベル『ナポレオン文庫』を創刊する。1998年に新書判の『ナポレオンXXノベルズ』となり、更に引き継ぐ形で2003年から2022年まで『美少女文庫』を刊行した。現在、この方面は電子書籍専門レーベル『フランス書院eブックス』に統合されている。
また、1997年からは「プランタン出版」名義でボーイズラブ小説、ボーイズラブコミックス、ティーンズラブ小説も刊行している。

## 出版レーベル
- フランス書院文庫
  - フランス書院文庫Ｘ
- フランス書院eブックス - 電子書籍レーベル
- ラ・フランスCOMICS - 電子コミックレーベル
- フランス書院エッセイCOMICS - 電子コミックレーベル

### プランタン出版
- Canna（2010年- ） - ボーイズラブアンソロジー
- Cannaコミックス - ボーイズラブ漫画レーベル
- ティアラ文庫 - ティーンズラブ小説レーベル
- オパール文庫 - 現代日本設定のティーンズラブ小説レーベル
- オパールCOMICS - ティーンズラブ漫画レーベル
- オパールCOMICS kiss - 女性漫画レーベル

### 過去の出版レーベル
- フランス書院ノベルズ
- フランス書院オリジナル
- マスターズ文庫 - 壮年以上の男性をターゲットにした文庫シリーズ。
- 結城彩雨文庫
- フランス書院ハードＸノベルズ
- フランス書院R文庫
- フランス書院ロマンZ図書館
- 時代艶文庫
- ナポレオン文庫 - ジュブナイルポルノの文庫シリーズ。
- ナポレオンXXノベルズ - ジュブナイルポルノのシリーズ。新書版。
- ゲームノベルズ龍馬 - 成人向けゲームを原作にしたもの中心。
- 月刊コミックパピポ（休刊）
- COMIC Zip（休刊）
- フランス書院コミック文庫 - 文庫版の成年コミックシリーズ。初期は劇画調の作品もあったが、途中からすべて美少女コミックになった。フランス書院文庫作品を原作に漫画化したものもある。
- Xコミックス - うらべ・すう作『ブルーセンチネル』のように、セックスシーンのない作品もあった。
- Zコミックス
- ラピス文庫（f-LAPIS） - ボーイズラブ小説レーベル。
- ラピスmore - ボーイズラブ小説レーベル。
- プランタンe-Boys！ - ボーイズラブ小説『オレ様には敵わない!』シリーズの電子書籍化レーベル。
- プラチナ文庫 - ボーイズラブ小説レーベル。
- プラチナ文庫アリス - ボーイズラブ小説レーベル。
- 美少女文庫 - ジュブナイルポルノの文庫シリーズ。
- 美少女文庫えすかれ - ジュブナイルポルノの文庫シリーズ。

## 主な翻訳小説
- ダーリン ハリエット・デイムラー[注釈 2] 山下諭一訳 1974.10
- 令嬢パトリシア ハリソン・ジェイムズ 野村光由訳 1974.11
- 女教師 トー・クン[注釈 3] 小鷹信光訳 1975.01
- 明日なんかいらない ドン・エリオット[注釈 4] 山下諭一訳 1975.03
- 女教師の秘密 カート・アルドリッチ 泉真也訳 1975.06
- 秘戯 カトリーヌ・リュシエール 中田耕治訳 1975.07
- 別れた女 マルコ・ヴァッシー 小鷹信光訳 1976.04
- ビッグ・オー R・J・セイント 名和立行訳 1976.12
- 義母 トー・クン 泉真也訳 1977.01
- 恋人の秘密 カトリーヌ・リュシエール 中田耕治訳 1977.09
- 生娘 スティーヴ・サヴェージ 山田順子訳 1977.12
- 覗き ロイ・カールスン 山下諭一訳 1978.02
- 女主人 チャールズ・バートン[注釈 5] 小鷹信光訳 1978.06
- 養母 カート・アルドリッチ 名和立行訳 1978.10
- 背徳牧師 カート・アルドリッチ 桂千穂訳 1978.12
- 快楽へのパスポート H・C・ホークス 山下諭一訳 1979.01
- 愛人 ヘンリック・シェーレ 泉真也訳 1979.04
- 女教師のめざめ リチャード・ピーターズ 桂千穂訳 1979.09
- スワップ ケイト・リー 名和立行訳 1979.11
- 生餌 ロイ・カールスン 山下諭一訳 1980.03
- 凌辱 カート・アルドリッチ 名和立行訳 1980.04
- 歓ぶ ハリー・ベスト 山下諭一訳 1981.07
- あばずれ ロイ・カールスン 山下諭一訳 1981.12

## 発禁本の出版
1980年にフランス書院ノベルズから刊行されたイェンス・ビョルネボ著『裸身』（杉浦達也訳）は、1971年に親会社の三笠書房から刊行されてわいせつ図書として摘発された『リリアン』（田中融二訳）の新訳版である。同書は帯などで「ノルウェーの発禁本」と謳われていた曰く付きの作品で、案の定、日本でも同様の措置を受けたことになる。
しかし、三笠書房は1973年には葛西雄三訳による新版を『一糸まとわず』と改題して刊行。宮田昇によれば、この時は「再摘発を受けることがなかった」という。そして、1980年には完全子会社であるフランス書院から3度目の出版を果たしたことになる。
また、1982年にも戦前から発禁と地下出版を繰り返してきたウィルヘルム・マイテル著『バルカン戦争』を刊行している。公然としたかたちでの出版はこのフランス書院版が第1号となる。

## フランス書院文庫官能大賞
株式会社フランス書院が2002年より主催している、官能小説を専門とした文学賞および文芸コンテスト。
賞金は大賞が100万円、新人賞および特別賞が30万円。年2回開催となってからは、締切は例年5月末日および11月末日。
詳細は「フランス書院文庫官能大賞」を参照。